# Juventus Football Club (féminines)
Ne doit pas être confondu avec Juventus Football Club, l'équipe masculine
Maillots
Actualités
La section football féminin  du Juventus FC (du latin iuventūs : jeunesse, prononcé : [juˈvɛntus]), plus communément appelée la Juventus ou bien la Juventus de Turin en français, et familièrement la Juve (prononcer : [ˈjuːve]), mais également surnommée la Vecchia Signora (la Vieille Dame) ou bien encore les Bianconeri (les Blancs et Noirs), est un club féminin de football professionnel italien (également S.p.A., société par actions) basé dans la ville de Turin, dans la région du Piémont, dans le nord de l'Italie. Le club est fondé le 1er juillet 2017 en acquérant la licence du Cuneo Calcio qui arrête alors le football professionnel. L'équipe première dispute le championnat d'Italie féminin de football prenant en septembre 2017 la place abandonnée par Cuneo.

## Histoire
La section féminine de la Juventus est officiellement née le 1er juillet 2017, bien que d'autres clubs féminins aient existé à Turin, comme la Real Juventus dissoute et l'actuelle Juventus Torino, qui a adopté les couleurs Bianconeri, ils n'ont jamais eu de relation avec le club masculin.
L'équipe nait grâce à la possibilité offerte par la Fédération italienne de football aux clubs masculins professionnels d'acquérir des clubs féminins afin de permettre leur développement. La Juventus, déjà active depuis 2015 avec son propre secteur féminin (en collaboration avec Luserna), reprend la licence de Cuneo Calcio, qui vient d'annoncer son intention de se désengager du football professionnel.
Ce rachat permet ainsi aux bianconere de s'inscrire directement en première division du championnat d'Italie féminin.
Lors de la saison 2017-2018, l'équipe première, sous les ordres de l'entraîneuse italienne Rita Guarino, remporte son premier championnat d'Italie.
Lors de la saison 2018-2019 l'équipe réussit le doublé championnat-coupe. Le club remporte un quatrième championnat d'affilée en 2020-2021, mais peine toujours en Ligue des champions. À l'intersaison, Rita Guarino quitte le banc et est remplacée par l'ancien entraîneur d'Arsenal, l'Australien Joe Montemurro,.

## Palmarès
- Championnat d'Italie (6) :
  - Champion : 2018, 2019, 2020, 2021, 2022 et 2025
  - Vice-champion : 2023 et 2024
- Coupe d'Italie (3) :
  - Vainqueur : 2019, 2022 et 2023
- Supercoupe d'Italie (2) :
  - Vainqueur : 2019, 2020
  - Finaliste : 2018, 2022

## Rivalités
La Juventus dispute le derby d'Italie face à l'Inter, qui ne l'a encore jamais battu.